# 雷德福 (阿拉巴馬州)
雷德福（英語：Radford）是一個位於美國阿拉巴馬州佩里縣的非建制地區。該地的面積和人口皆未知。

## 地理
雷德福的座標為32°35′21″N 87°12′00″W / 32.58917°N 87.20000°W，而該地的平均海拔高度為49米（即161英尺）。